# Ghiacciaio Overturn
Il ghiacciaio Overturn è un ghiacciaio tributario lungo circa 7 km situato nella regione meridionale della Terra di Oates, nell'Antartide orientale. Il ghiacciaio, il cui punto più alto si trova a circa 1200 m s.l.m., si trova sulla costa di Hillary e ha origine dal versante meridionale dell'estremità orientale dei monti Darwin, poco a ovest dello sperone Junction, da cui fluisce verso sud fino a unire il proprio flusso a quello del ghiacciaio Hatherton.

## Storia
Il ghiacciaio Overturn è stato mappato da membri dello United States Geological Survey (USGS) grazie a fotografie aeree scattate dalla marina militare statunitense (USN) nel periodo 1960-62, e così battezzato solo anni dopo da membri del Programma Antartico della Nuova Zelanda che, scendendo giù per il ghiacciaio con i loro toboga, incorsero in un rovinoso ribaltamento ("overturn" in inglese).